# 馬馬尼亞維山
15°21′21″S 70°56′05″W / 15.35583°S 70.93472°W
馬馬尼亞維山（Mamañawi），是秘魯的山峰，位於該國南部普諾大區，由蘭帕省的聖盧西亞區負責管轄，屬於安地斯山脈的一部分，海拔高度5,100米。